# Johnny Oduya
David Johnny Oduya (* 1. Oktober 1981 in Stockholm) ist ein ehemaliger schwedischer Eishockeyspieler. Der Verteidiger absolvierte zwischen 2006 und 2018 insgesamt 850 Partien für sechs Teams in der National Hockey League, den Großteil davon für die New Jersey Devils und die Chicago Blackhawks. Mit den Blackhawks gewann er dabei in den Playoffs 2013 und 2015 den Stanley Cup. Zudem errang er mit der schwedischen Nationalmannschaft die Silbermedaille bei den Olympischen Winterspielen 2014.

## Karriere

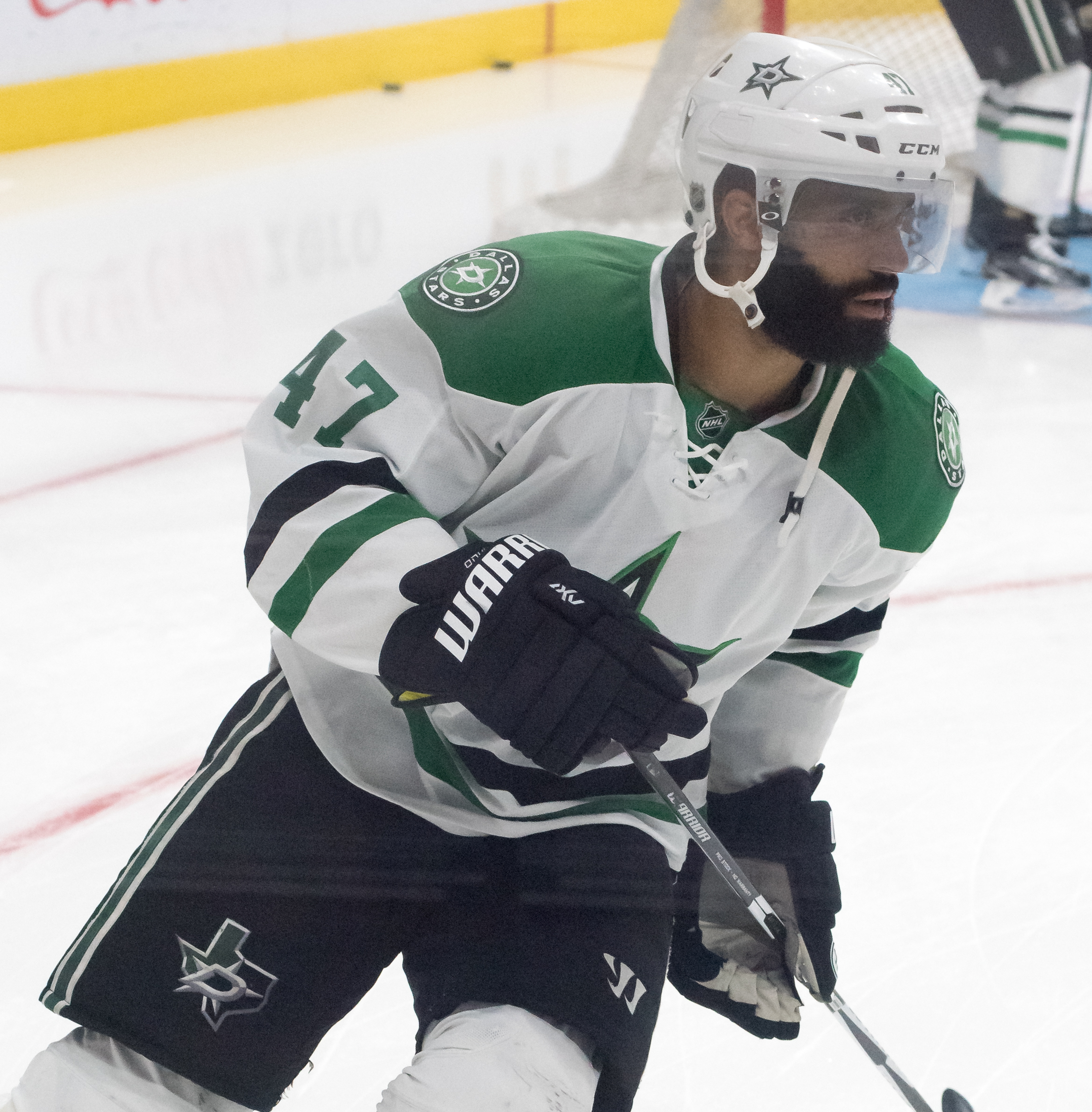
Oduya im Trikot der Dallas Stars

Oduya ist der Sohn einer Schwedin, sein Vater stammt aus Kenia. Der 1,82 m große Verteidiger spielte in seiner Jugend für den schwedischen Club Hammarby IF, für deren erste Mannschaft er in der Saison 1999/00 auch erstmals in der dritten Liga auf dem Eis stand. Anschließend wechselte der Linksschütze nach Nordamerika, wo er eine Spielzeit lang für die Moncton Wildcats, die ihn beim CHL Import Draft in der ersten Runde als insgesamt 19. Spieler gezogen hatten, und die Tigres de Victoriaville in der kanadischen Juniorenliga Ligue de hockey junior majeur du Québec spielte. Im NHL Entry Draft 2001 wurde Oduya schließlich als 221. in der siebten Runde von den Washington Capitals ausgewählt.
Zunächst kehrte der Schwede nach Hammarby zurück und wechselte schließlich 2003 in die erstklassige Elitserien zu Djurgårdens IF. Als Oduya vier Jahre nach dem Draft noch immer kein Angebot der Capitals vorlag, schloss er sich dem Frölunda HC an, für die er nochmals eine Saison lang in der Elitserien auf dem Eis stand. Zur Saison 2006/07 unterschrieb der Abwehrspieler schließlich einen Vertrag bei den New Jersey Devils, bei denen er sich nach dem Ausfall einiger Stammkräfte einen Platz im NHL-Kader sicherte.
Am 4. Februar 2010 wurde Oduya zusammen mit Niclas Bergfors, Patrice Cormier und einem Erstrunden-Wahlrecht im NHL Entry Draft 2010 zu den Atlanta Thrashers transferiert, während im Gegenzug Ilja Kowaltschuk und Anssi Salmela zu den Devils kamen. Zudem tauschten die Mannschaften auch noch ihre Wahlrechte in der zweiten Runde desselben Drafts.
Am 27. Februar 2012 gaben ihn die Winnipeg Jets im Austausch für ein Zweitrunden-Wahlrecht im NHL Entry Draft 2013 und einem Drittrunden-Wahlrecht im NHL Entry Draft 2013 an die Chicago Blackhawks ab. In Chicago gewann Oduya 2013 und 2015 den Stanley Cup, ehe er sich im Juli 2015 als Free Agent den Dallas Stars anschloss. Dort verpflichtete sich der Verteidiger für zwei Jahre. Kurz vor Ende des Vertrags kehrte er im Februar 2017 im Tausch für Mark McNeill und ein konditionales Viertrunden-Wahlrecht im NHL Entry Draft 2018 nach Chicago zurück. Im Juli 2017 wurde er nach Auslaufen seines Vertrages als Free Agent von den Ottawa Senators für die Dauer von einem Jahr verpflichtet.
Die Senators setzten den Verteidiger im Februar 2018 auf die Waiverliste, von der er in der Folge von den Philadelphia Flyers verpflichtet wurde. Dort beendete er die Saison 2017/18, erhielt jedoch keinen weiterführenden Vertrag von den Flyers. Dies bedeutete in der Folge das Ende seiner aktiven Karriere, in der er 850 NHL-Partien bestritten und dabei 190 Scorerpunkte verzeichnet hatte.

## Erfolge und Auszeichnungen
- 2006 Schwedischer Vizemeister mit dem Frölunda HC
- 2013 Stanley-Cup-Gewinn mit den Chicago Blackhawks
- 2015 Stanley-Cup-Gewinn mit den Chicago Blackhawks

### International
- 2009 Bronzemedaille bei der Weltmeisterschaft
- 2014 Silbermedaille bei den Olympischen Winterspielen

## Karrierestatistik

### International
Vertrat Schweden bei:
- Weltmeisterschaft 2009
- Olympischen Winterspielen 2010
- Olympischen Winterspielen 2014

(Legende zur Spielerstatistik: Sp oder GP = absolvierte Spiele; T oder G = erzielte Tore; V oder A = erzielte Assists; Pkt oder Pts = erzielte Scorerpunkte; SM oder PIM = erhaltene Strafminuten; +/− = Plus/Minus-Bilanz; PP = erzielte Überzahltore; SH = erzielte Unterzahltore; GW = erzielte Siegtore; 1 Play-downs/Relegation; Kursiv: Statistik nicht vollständig)

## Familie
Sein sechs Jahre älterer Bruder Fredrik Oduya wurde beim NHL Entry Draft 1993 von den San Jose Sharks ausgewählt, schaffte jedoch nie den Sprung in die NHL. Er spielte unter anderem in der American Hockey League und International Hockey League. Im September 2011 starb er im Alter von 36 Jahren an den Folgen eines Motorradunfalls.